# Ґренвілліт

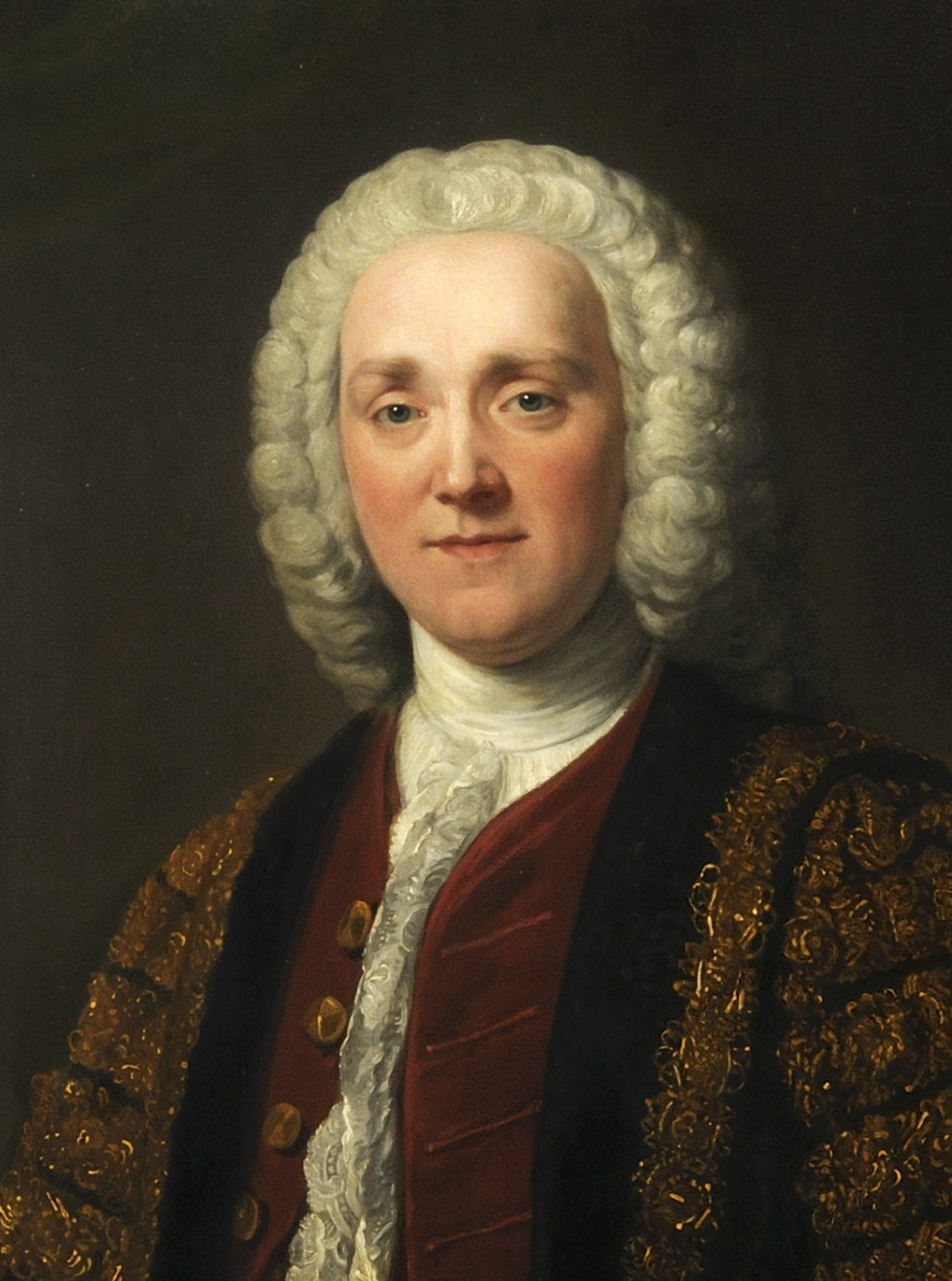
Джордж Ґренвілл портрет роботи Вільяма Гора

Ґренвільські віґи (або ґренвілліти ) — назва кількох британських політичних фракцій 18-го та початку 19-го століть, усі з яких були пов'язані з важливою родиною Ґренвіллів із Бекінгемширу.

## Передумови
Сімейний інтерес Ґренвіллів, очолюваний Річардом Ґренвіллом-Темплом, 2-м графом Темплом, який домінував у місцевій політиці в Бекінгемширі, був помітним у політиці середини 18 століття як близькі союзники шваґа Темпла, Вільяма Пітта Старшого, 1-го графа Чатема. Раніше вони були членами групи  дітлахів Кобгема.
Однак на початку 1760-х років у сім'ї стався розкол через звільнення Пітта з уряду в жовтні 1761 року. Темпл вийшов з уряду на знак протесту, але його молодший брат Джордж Ґренвілл залишився в уряді, в якому тепер домінував фаворит короля Георга III, лорд Б’ют, який обіймав посаду лідера палати громад.
Послідовники молодшого Гренвіля стали відомі як ґренвілліти або ґренвілльські віги .

## Джордж Ґренвілл
Джордж Ґренвілл повністю зарекомендував себе як політик у 1763 році, коли він став прем'єр-міністром, але його власних прихильників було недостатньо для формування уряду. Ґренвілл був змушений в основному покладатися на бедфордських вігів, прихильників герцога Бедфордського, щоб укомплектувати своє міністерство.
Після того, як сам Ґренвілл був усунений від влади в 1765 році через конфлікти з королем, Ґренвілл пішов в опозицію і деякий час з 1766 по 1767 рік був лідером однієї з трьох окремих опозиційних фракцій (дві інші очолювали герцог Бедфорд і лорд Рокінгем).
Після смерті самого Ґренвілла в 1770 році граф Саффолк взяв на себе офіційне керівництво фракцією Ґренвілла та домовився про вступ Ґренвіллітів до міністерства лорда Норта на початку 1771 року, але багато колишніх прихильників Ґренвілла відмовилися переходити за ним і залишилися в опозиції до Чатема та Темпла .

## Маркіз Бекінґемський
Після смерті лорда Темпла в 1779 році сини Джорджа Ґренвілла, Джордж Наджент-Темпл-Ґренвілл, 3-й граф Темпл (з 1784 року маркіз Бекінґемський), і Вільям Віндем Ґренвілл стали головними фігурами в сім'ї Ґренвіллів. Темпл відіграв ключову роль у розвалі коаліції Фокса—Норта у грудні 1783 року та в приведенні свого двоюрідного брата Вільяма Пітта Молодшого до влади як прем'єр-міністра, але він був протягнутий на головну посаду. Тим не менш, він і його прихильники підтримали нове міністерство, і Вільям Ґренвілл незабаром став одним із найближчих радників Пітта і протягом десяти років (1791–1801) обіймав посаду міністра закордонних справ у складний період Війн за незалежність Франції.

## Лорд Ґренвілл

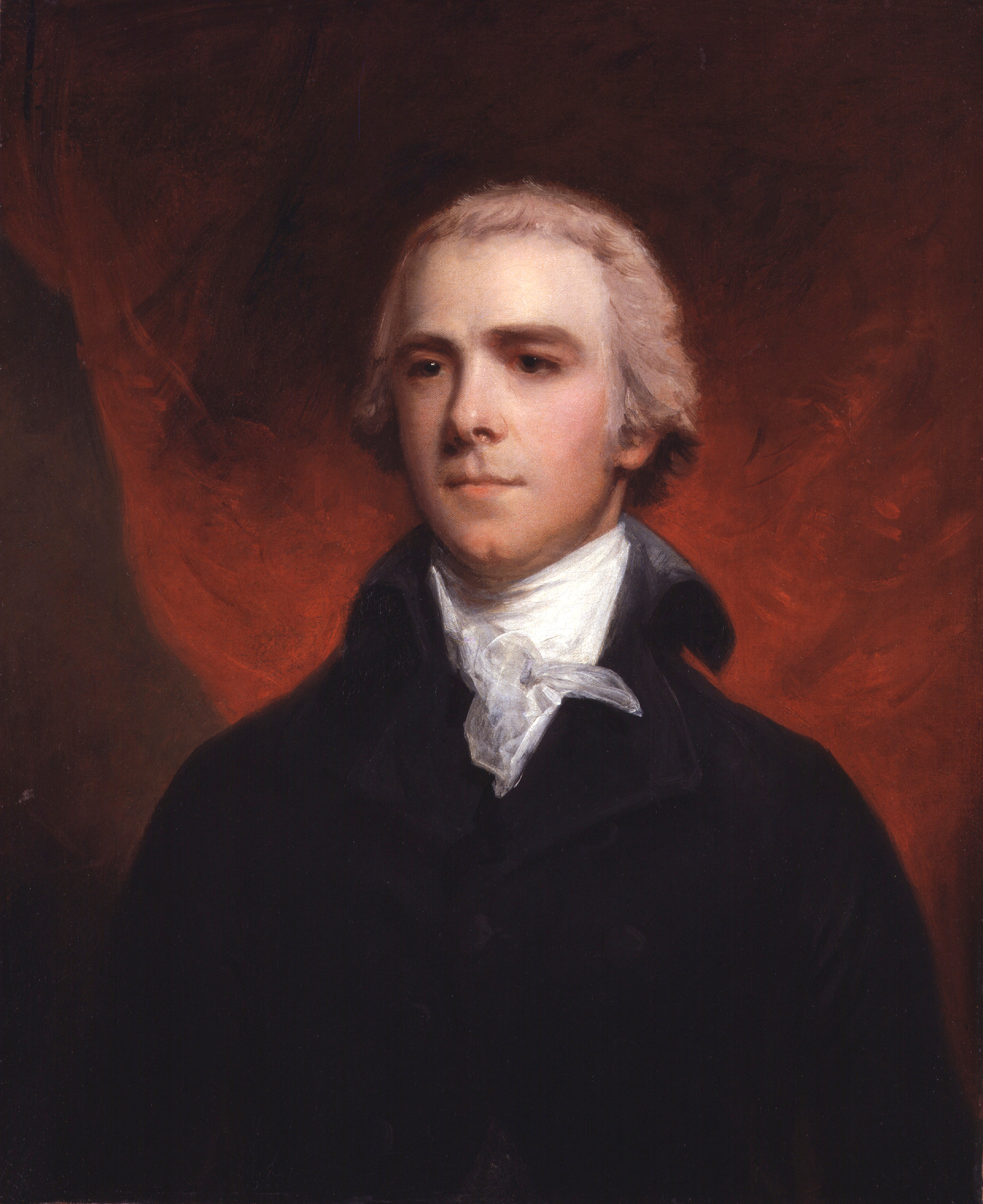
Лорд Ґренвілл

Відставка уряду Пітта в 1801 році призвела до розриву між Піттом і його двоюрідним братом Вільямом Віндемом Ґренвіллом (тепер лордом Ґренвіллом), що було заохочено Бекінґемом і його послідовниками, які завжди критикували Пітта за те, що він не дозволив йому отримати важливу посаду. Під час уряду Аддінгтона з 1801 по 1804 роки ряд колишніх прихильників уряду Пітта заявили про своє незадоволення новим міністерством, почали вважати Ґренвілла своїм лідером і називали себе «Ґренвіллами» або «Ґренвіллітами». Хоча сам Ґренвілл спочатку тримався на відстані від своїх гаданих послідовників, до 1803 року він визнав себе їхнім лідером.
Окрім тих, що підтримували лорда Бекінґема, групу в основному складали колишні портлендські віги, які приєдналися до уряду Пітта в 1794 році та виступали проти політики миру з Францією уряду Аддінгтона. Серед відомих членів групи були лорд Спенсер, лорд Фіцвільям, Вільям Віндем і брат Бекінгема та Ґренвілла, Томас Ґренвілл. Нова група, влучно названа «Новою опозицією», поступово уклала нестійкий союз зі «Старою опозицією» Чарльза Джеймса Фокса. Їхні розбіжності були численними, здебільшого на тему війни з Францією, де Ґренвілліти бажали переслідувати її більш агресивно, але Фокс бажав миру шляхом переговорів.
Коли уряд Аддінгтона впав у 1804 році, Ґренвілл сподівався сформувати коаліційний уряд, до складу якого входили б його прихильники, Пітт і Фокс, але цьому завадила відмова короля підтримати уряд, до якого входив би Фокс. Не бажаючи йти в уряд без свого нового союзника, Ґренвілл вирішив залишитися в опозиції, коли Пітт сформував свій другий уряд у травні того ж року.
Однак, коли через два роки Пітт помер, у короля не було іншого вибору, окрім як призначити уряд, що включав як «нову», так і «стару» опозицію, і Ґренвілл став прем’єр-міністром у Міністерстві всіх талантів. Хоча партнери по коаліції мало про що домовилися, окрім скасування работоргівлі, постійна опозиція короля щодо міністерства призвела до його розпуску на початку 1807 року.
Після цього Ґренвілл діяв як номінальний лідер опозиції, хоча лорд Ґрей, лідер фокситів, був по суті рівним з ним.

## Розсіювання
Після смерті Бекінгема в 1813 році та відходу Ґренвілла з політики у 1817 році ґренвілліти залишалися окремою політичною групою в опозиції, але на той час вони були лише пішаком амбіцій сина Бекінгема, 2-го маркіза Бекінґема . Колишні портлендські віги, які залишалися активними в політиці, на сьогоднішній день в основному повернулися до колишньої прихильності до вігів. У 1822 році прем'єр-міністр лорд Ліверпуль купив підтримку групи в уряді, призначивши Бекінгема герцогом Бекінґема і Чандоса і залучивши кількох своїх прихильників, зокрема Чарльза Вільямса-Вінна, який став президентом Контрольної ради, до уряду. У наступні роки ґренвілліти зникли як окрема політична фракція.